# Parafia św. Michała Archanioła w Dębnie Królewskim
Parafia Świętego Michała Archanioła w Dębnie Królewskim – rzymskokatolicka parafia, położona w południowej części gminy Babiak. Administracyjnie należy do diecezji włocławskiej (dekanat izbicki). Zamieszkuje ją 718 osób.
Kościół parafialny znajduje się we wsi Dębno Poproboszczowskie, jednak nazwa parafii pochodzi od sąsiedniej miejscowości - Dębna Królewskiego, w której mieści się cmentarz.
Odpust parafialny odbywa się w święto Świętego Michała Archanioła - 29 września.

## Duszpasterze
- proboszcz: ks. Andrzej Klauze (od 2007)

## Kościoły
- kościół parafialny: Kościół św. Michała Archanioła w Dębnie Poproboszczowskim